# 春の小川
「春の小川」（はるのおがわ）は、1912年に発表された文部省唱歌である。作詞は高野辰之、作曲は岡野貞一 。初掲載は『尋常小學唱歌 第四學年用』。1942年には林柳波により歌詞が口語体へ一部改められた。歌詞は七七調、楽曲は二部形式で構成されている。国民学校や小学校で現代まで100年以上にわたって教えられ続け、世代を越えて歌い継がれている。

## オリジナルの歌詞
1912年、『尋常小學唱歌 第四學年用』に載った歌詞は次の通り。1930年頃までに生まれた世代はこの歌詞で習っており、後述の歌碑でもこのバージョンが記されている。1930年生まれである詩人の川崎洋は、学生時代に習った際にもこの歌詞であったことを著書に記している。なお、『尋常小學唱歌 第四學年用』には作詞者、作曲者の表記が無く、「著作權者 文部省」との表記のみであった。
※著作権消滅済

## 歌詞の変更
この曲の歌詞は2回改変された。このために世代によって覚えている歌詞が異なる問題が生じた。文学者の金田一春彦は「明仁天皇と皇后美智子と同席した折に、天皇は1912年版、皇后は1942年版で覚えていた」とのエピソードを記している。

### 1942年版の歌詞
1942年、それまで4年生に教えられていた本曲が3年生向けの『初等科音樂 一』に掲載されることになった際、文語体は難しく好ましくないとして、文部省が林柳波に命じて、一部歌詞が口語体に改められた。具体的には「さらさら流る。」→「さらさら行くよ。」、「咲けよ咲けよと さゝやく如く」→「咲いてゐるねと、ささやきながら。」など。また1912年版にあった3番が除去された。なお、『初等科音樂 一』には作詞者、作曲者、改詞者の表記は無く、「著󠄁作權所󠄁有 著󠄁作兼󠄁發行者 文󠄁部省」との表記のみであった。

### 1947年版の歌詞
1947年、『三年生の音楽』では再び歌詞が改められた。具体的には、1942年に変更された「咲いてゐるねと、」が、1912年版と同様の「さけよさけよと、」に戻された。なお、『三年生の音楽』には楽譜に「作詞 作曲 不詳」との表記、奥書は「著󠄁作權所󠄁有 著󠄁作兼󠄁發行者 文󠄁部省」との表記であった。

### 現在小学校で教えられている歌詞
1947年版の歌詞を教えるところもあり、また、新仮名遣いに改められた1942年版の歌詞を教えるところもあり、地域、教科書、学校によってまちまちである。また、合唱用としてオリジナルの歌詞を教える場合もある。

## 歌詞の由来

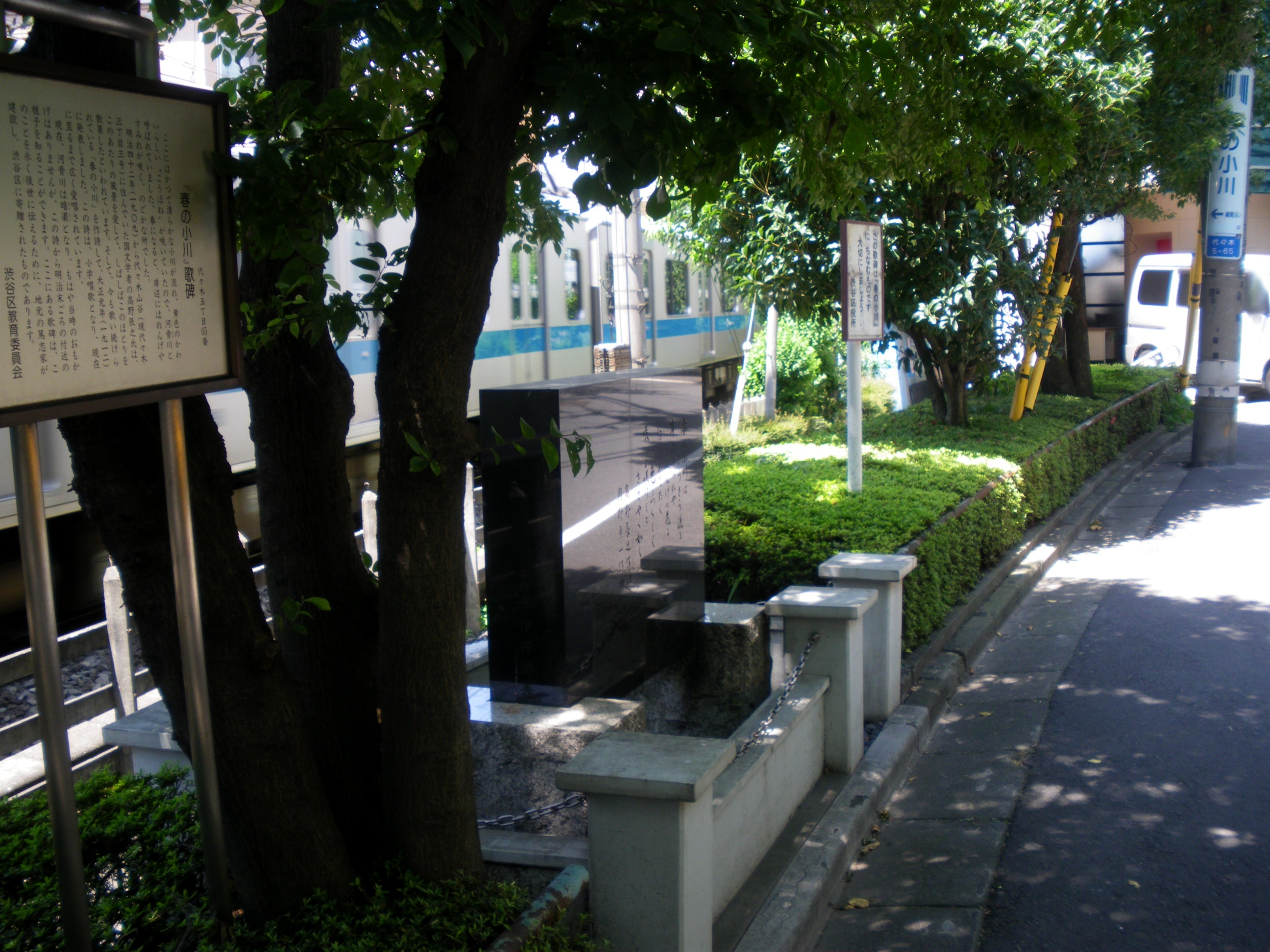
小田急線参宮橋-代々木八幡駅間の線路沿いにある『春の小川』の歌碑

作詞をしたとされる高野の自筆原稿は発見されておらず、歌のモデルの川については決定的な資料もない。
作詞当時、高野は東京府豊多摩郡代々幡村の一角（現在の東京都渋谷区代々木3丁目）に居を構えていた。当時の一帯は一面の田園地帯であり、宇田川の支流のひとつである河骨川と呼ばれる小川（河骨が多かったのが名の由来と言われる）が、田圃を潤し、周辺にはスミレやレンゲが生え、メダカが生息していた。高野は家族ともどもこの川に親しみ、それを歌ったのが本作であるという説がある。高野の娘は、1975年放送のNHK番組で「小さい頃、父と代々木近辺をよく散歩した。田園が広がるなか、小川には小魚が泳ぎ、春には花が咲いていた。『春の小川』はこのあたりを歌ったものと聞いている。」との趣旨を語っている。
河骨川は1964年（昭和39年）に東京オリンピック開催による区画整理で暗渠化されたが、かつての川の岸辺、小田急線の代々木八幡駅にほど近い線路沿い（代々木5丁目65番地）には歌碑が建てられ、渋谷区教育委員会による解説が添えられている。また、渋谷区内で宇田川や渋谷川に合流することから、歌の舞台としてこれらの川が紹介されることがある。
ただし、高野が現在の長野県中野市出身であることから、この小川は高野の地元である長野県内のことではないかとする説もある。
なお、一番の歌詞に歌われている「れんげ」は、水生植物であるハスの花の「蓮華」ではなく、野草の「レンゲソウ」を指している。

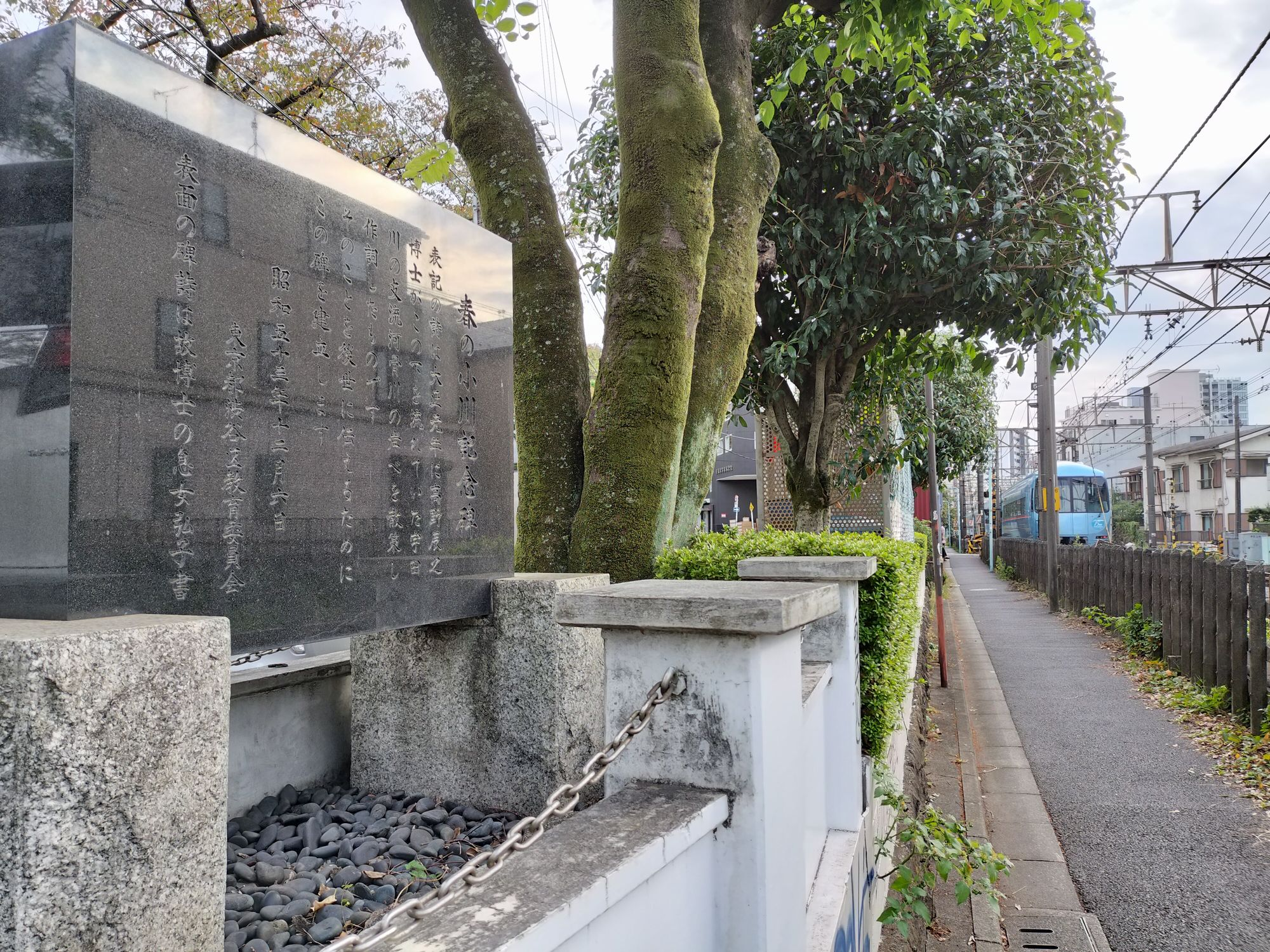
歌碑の裏側
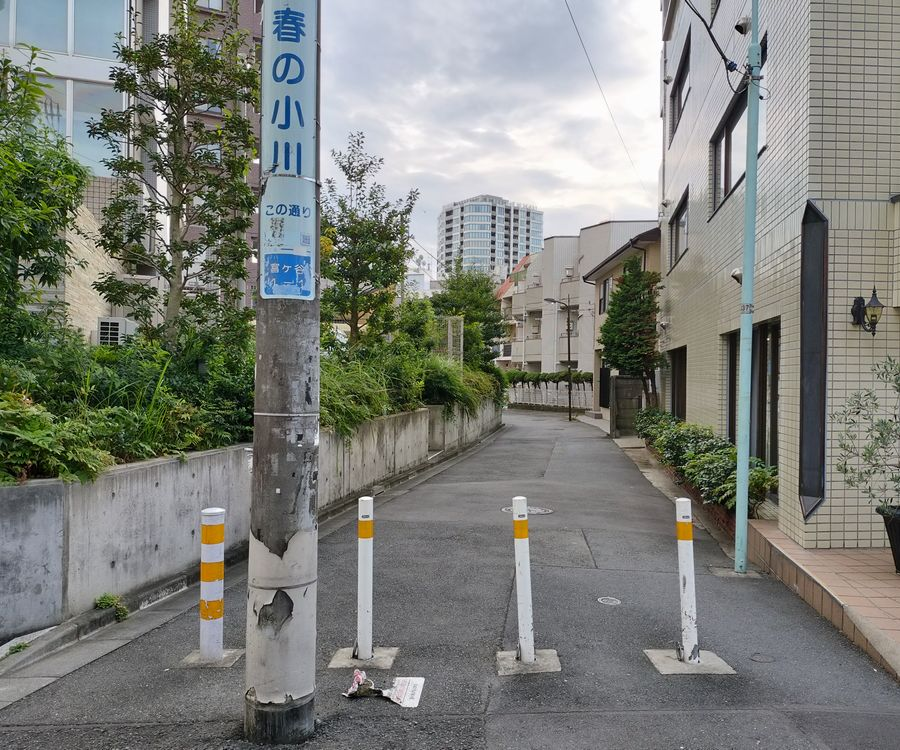
「春の小川」と記された道路（富ヶ谷1-1付近）

## 評価
1989年（平成元年）に「『日本のうた・ふるさとのうた』全国実行委員会」がNHKを通じて全国アンケートにより実施した「あなたが選ぶ日本のうた・ふるさとのうた」で、本曲が第9位を獲得した。2007年には文化庁と日本PTA全国協議会により「親子で歌いつごう 日本の歌百選」に選ばれた。

## 替え歌での使用例
2008年（平成20年）にMEGが出演するモスバーガー「テリヤキバーガー」のCMソングとして、この歌の替え歌が使用された。
2018年（平成30年）に小池栄子が出演するユニチャーム「チャームナップ」のCMソングとして、この歌の替え歌が使用された。
フジテレビの子供向け番組『じゃじゃじゃじゃ〜ン!』で、町あかりが「歌のお姉さん」として替え歌「大好物だよ! 春の小川」を歌い、2019年発売のアルバム『あかりおねえさんのニコニコへんなうた』に収録された。